# Türkiye Cumhuriyeti Devlet Demiryolları

Mapa sítě tureckých železnic

Türkiye Cumhuriyeti Devlet Demiryolları (zkr. TCDD, doslova Železnice Turecké republiky) je státní společnost provozující železnice v Turecku. Založena byla v roce 1927. TCDD v roce 2008 provozovaly tratě v délce přes 10 991 kilometrů. Do železniční dopravy se značně investuje, což je znát hlavně při výstavbě vysokorychlostních tratí.
Společnost provozuje v Istanbulu železniční muzeum.

## Vysokorychlostní tratě
Turecké státní dráhy začaly budovat vysokorychlostní železniční tratě v roce 2003. První část této sítě mezi Ankarou a Eskişehirem byla slavnostně otevřena 13. března 2009. Je součástí 533 km dlouhé vysokorychlostní železniční trati z Istanbulu do Ankary. Celá tato trať pak byla otevřena 25. července 2014. Zbývá ještě dokončit část z centra Istanbulu do čtvrti Pendik, odkud prozatím vlaky do Ankary vyjíždí. Dceřiná společnost Tureckých státních drah Yuksek Hızlı Tren je jediným provozovatelem vysokorychlostních vlaků v Turecku.
Výstavba tří samostatných vysokorychlostních tratí z Ankary do Istanbulu, do Konya a do Sivasu, stejně jako trať Ankara–Izmir, která se dostala do fáze počátku výstavby, je součástí strategických cílů Tureckého ministerstva dopravy. Turecko má plány vybudovat síť vysokorychlostních tratí na počátku 21. století se zaměřením na 1500 km síť vysokorychlostních tratí do roku 2013 a 10 000 km sítě do roku 2023.
Ve výstavbě je také Marmarský projekt, který se skládá ze železniční dopravní sítě v okolí Istanbulu a ve světě nejhlubšího ponořeného železničního tunelu pod Bosporskou úžinou. Marmarský tunel otevřený 29. října 2013 spojil železniční tratě na evropské a asijské části Istanbulu a Turecka. Osobní doprava začala částečně fungovat v 13,5 kilometrech z celkových 76,5 km. Dokončení zbytku bylo plánováno na rok 2015.
V současnosti je vysokorychlostní trať postavená například mezi Istanbulem a Ankarou.